# Allen Vincent
Allen Vincent, de son vrai nom Allen Leffingwell Vincent, est un acteur et scénariste américain né le 28 août 1903 à Spokane (Washington) et mort le 30 novembre 1979 à Canoga Park, un quartier de Los Angeles (Californie).

## Biographie
Allen Vincent est un acteur qui a joué d'abord au théâtre à Broadway au début des années 1920, puis au cinéma dans les années 1930.
Il devient par la suite scénariste, et obtiendra à ce titre en 1949 l'Oscar pour Johnny Belinda, film de Jean Negulesco.

## Filmographie

### comme scénariste
- 1941 : The Face Behind the Mask de Robert Florey
- 1947 : Song of Love de Clarence Brown
- 1948 : Johnny Belinda de Jean Negulesco
- 1950 : The Schumann Story de Clarence Brown
- 1952 : La Jeune Fille en blanc (The Girl in White) de John Sturges

### comme acteur
- 1930 : The Still Alarm de Roy Mack
- 1932 : Street of Women de Archie Mayo : Clarke Upton
- 1932 : This Reckless Age de Frank Tuttle : Phillip Van Dyke
- 1932 : Thrill of Youth de Richard Thorpe : Jack Thayer
- 1932 : Two Against the World (en) de Archie Mayo : Bob Hamilton
- 1932 : Crooner de Lloyd Bacon : Ralph
- 1933 : Broadway Bad de Sidney Lanfield : Bob North
- 1933 : Carnival Lady de Howard Higgin : Tom Warren
- 1933 : Daring Daughters de W. Christy Cabanne : Edgar Barrett
- 1933 : I Have Lived de Richard Thorpe : Warren White
- 1933 : Mystery of the Wax Museum de Michael Curtiz : Ralph Burton
- 1933 : No More Orchids de Walter Lang : Dick
- 1934 : Success at any Price de J. Walter Ruben : Geoffrey Halliburton
- 1935 : Bad Boy de John G. Blystone : Bob Carey
- 1935 : It's a Bet de Alexander Esway : Norman
- 1935 : The Return of Peter Grimm de George Nicholls Jr. : Frederik
- 1936 : Chatterbox de George Nicholls Jr. : Harrison
- 1936 : L'Or maudit (Sutter's Gold) de James Cruze
- 1937 : A Family Affair de George B. Seitz : William Booth Martin
- 1938 : Ladies in Distress de Gus Meins : Spade
- 1938 : Army Girl de George Nichols Jr. : Capitaine Bradley
- 1939 : Missing Daughters de Charles C. Coleman : Slinky

## Récompenses
- Oscars 1949 : meilleur scénario adapté pour Johnny Belinda